# Christian Rullier
Pour les articles homonymes, voir Rullier.
Christian Rullier (né le 28 octobre 1957 à Barbezieux et mort le 28 avril 2018 à Phuket en Thaïlande) est un scénariste, romancier, dramaturge et comédien français,.

## Biographie
Issu d'un milieu modeste, élevé par une femme divorcée et seule, Christian Rullier grandit à Limoges, à la Résidence La Rose des vents, rue Jean Le Bail, à Limoges. Il s'essaye d'abord à la poésie. Il est inscrit au lycée Léonard Limosin à Limoges, il se distingue par son amour pour les mots, les jeux de mots, et l'humour parfois corrosif. Entre autres: "Un combat d'eunuques, c'est un combat sanglant..." Il obtient son baccalauréat en 1975. Parallèlement, il envoie son premier recueil : La Sève des ronces, à une maison d'édition. Le recueil, qui suscite immédiatement l'enthousiasme, est publié en 1976. Parallèlement, il  prend des cours de théâtre au conservatoire de Limoges, sous la Direction de Jean Pellotier. Remarqué pour ses talents de poète, il tente alors sa chance et se dirige à Paris, où il rencontre les intellectuels en vogue, dont Roland Barthes. Auteur d'un premier roman, L'Alphabet des désirs (1984), il s'est consacré principalement à l'écriture de nombreuses pièces de théâtre (dont Le Fils, Moi et Baudelaire, Annabelle et Zina...), dont certaines ont été traduites en anglais, en allemand, en espagnol, en italien, et ont été jouées dans de nombreux pays. Sa dernière pièce, Casa Mama desperado, est largement autobiographique. 
Christian Rullier a appris cinq langues étrangères, dont le russe.  
Il a aussi écrit les scénarios de plusieurs films ou téléfilms, dont Outremer, réalisé par Brigitte Roüan, avec Nicole Garcia et Marianne Basler, qui a reçu le Prix de la Critique (SACD) au Festival de Cannes 1990 et le Prix du meilleur scénario au Festival de Namur.
Il s'est installé en Thaïlande en 2007.